# Olzhas Bektenov
Olzhas Abaiuly Bektenov (en kazajo: Олжас Абайұлы Бектенов; Alma Ata, el 13 de diciembre de 1980) es un político kazajo que se desempeña como primer ministro de Kazajistán desde 2024. Antes de su nombramiento como primer ministro, Bektenov ocupó varios cargos, incluido el de vicepresidente de la Agencia de Asuntos de Administración Pública y Lucha contra la Corrupción, y más tarde como presidente de la Agencia Anticorrupción. En 2023, fue nombrado Jefe de la Administración del Presidente de la República de Kazajstán.

## Biografía
Nacido en la ciudad de Alma-Ata, República Socialista Soviética de Kazajistán, Bektenov se graduó con honores de la Academia Estatal de Derecho de Kazajistán en 2001 con un título en jurisprudencia. Posteriormente obtuvo un doctorado en derecho.
A lo largo de su carrera, Bektenov ha ocupado varios puestos de responsabilidad y liderazgo. Comenzó como especialista jefe en el Departamento de Justicia de Almaty de 2002 a 2005, antes de hacer la transición para convertirse en un experto y luego en el experto jefe del departamento legal en la Oficina del Primer Ministro de Kazajstán de 2005 a 2006.
En los años siguientes, Bektenov desempeñó funciones clave dentro del gobierno kazajo, incluidos puestos en la Administración Presidencial de Kazajistán bajo Nursultán Nazarbáyev de 2006 a 2009, así como vicepresidente del Comité de Servicio de Registro y Asistencia Legal del Ministerio de Justicia de 2009 a 2012.
Su dedicación a la lucha contra la corrupción lo llevó a asumir funciones como dirigir el departamento en la oficina central de la Agencia para la Lucha contra los Delitos Económicos y de Corrupción de Kazajstán (Policía Financiera) de 2012 a 2014, y más tarde servir como jefe de Gabinete de la ciudad de Astana Akimat, jefe de la Secretaría del Jefe de Gabinete de la Administración Presidencial.
En reconocimiento a su servicio y liderazgo ejemplares, Bektenov fue nombrado vicepresidente de la Agencia de la República de Kazajstán para Asuntos de la Administración Pública y Lucha contra la Corrupción en junio de 2018. Posteriormente ascendió al cargo de primer vicepresidente el 26 de junio de 2019, antes de asumir el cargo de presidente de la Agencia Anticorrupción de la República de Kazajistán el 25 de febrero de 2022. Bektenov fue nombrado Jefe de la Administración del Presidente de la República de Kazajstán el 3 de abril de 2023.
El 6 de febrero de 2024, el presidente Kasim-Yomart Tokáev confió a Bektenov la importante responsabilidad de liderar el gobierno como primer ministro de Kazajistán.